# Lista de conflitos envolvendo a Turquia
Este artigo apresenta uma lista incompleta de guerras envolvendo a Turquia, o povo turco e o exército turco regular durante o período em que havia estados turcos independentes.
A lista contém o nome do conflito, a data, as partes em conflito e seu resultado:
      Vitória
      Derrota
      Outro resultado (Tratado de paz ou resultado incerto, status quo, resultado de guerra civil, resultado desconhecido)
      Conflito inacabado

## Império Otomano (1299-1922)
| Conflito                            | Combatente 1                                                            | Combatente 2 | Resultado |
| ----------------------------------- | ----------------------------------------------------------------------- | --- | --- |
| Batalha de Nicópolis (1396)         | Império Otomano                                                         | Hungria · Sacro Império · França · Valáquia · Polônia · Inglaterra · Antiga Confederação Helvética · República de Veneza · República de Gênova · Ordem Teutónica · Ordem dos Hospitalários | Vitória |
| Cerco de Constantinopla (1453)      | Império Otomano                                                         | Império Bizantino · Despotado Sérvio · República de Gênova República de Veneza Reino da Sicília · Estados Papais - Desertores otomanos - Voluntários ocidentais - Legalistas imperiais     | Vitória - O Império Otomano anexa os territórios bizantinos restantes; Constantinopla se torna sua nova capital; - Trebizonda, Teodoro e Epiro continuam como Estados remanescentes bizantinos, até suas conquistas em 1461, 1475 e 1479, respectivamente.    |
| Guerra italiana de 1551–1559        | Reino da França - Mercenários suíços República de Siena Império Otomano | Sacro Império Romano-Germânico Império Espanhol Ducado de Mântua Reino da Inglaterra Ducado de Florença Ducado de Saboia                                                                   | Vitória - A França renúncia a vontade de dominar a Itália mas ganha os Três Bispados (Metz, Toul e Verdun) em Lorena e o Assentamento de Calais da Inglaterra. - A República de Siena é anexada pelo Ducado de Florença.                                      |
| Guerra Anglo-Turca (1807-1809)      | Império Otomano                                                         | Império Britânico | Vitória - Tratado dos Dardanelos. |
| Guerra otomano-wahhabi (1811-1818)  | Império Otomano                                                         | Primeiro Estado Saudita | Vitória - Destruição do Emirado de Diriyah (Primeiro Estado Saudita). |
| Guerra da Criméia (1853-1856)       | Império Britânico · Império Otomano · França · Reino da Sardenha        | Império Russo · Bulgaria | Vitória - Tratado de Paris (1856). |
| Expedição Al-Hasa (1870-1871)       | Império Otomano · Kuwait                                                | Nejd | Vitória - Conquista otomana do sanjaco de Négede |
| Guerra Ítalo-Turca (1911-1912)      | Império Otomano                                                         | Reino da Itália | Derrota - Itália ganha Tripolitânia, Cirenaica, Fezã e as Ilhas Dodecaneso. |
| Primeira Guerra Mundial (1914-1918) | Império Alemão · Áustria-Hungria · Império Otomano                      | Estados Unidos · Império Britânico · França · Império Russo · Reino da Itália · Brasil | Derrota - Fim dos impérios Alemão, Russo, Otomano e Austro-Húngaro - Criação de novos países na Europa e no Oriente Médio - Transferência das colônias alemãs e das regiões do antigo Império Otomano para outras potências - Criação da Sociedade das Nações |

## República da Turquia (1923-atual)
| Conflito                                   | Combatente 1 | Combatente 2 | Resultado |
| ------------------------------------------ | --- | --- | --- |
| Guerra de independência turca (1919-1923)  | Turquia · União Soviética | Reino da Grécia · Armênia · Império Britânico · França · Reino da Itália                                             | Vitória - Tratado de Lausanne, estabelecimento da República da Turquia. |
| Guerra Franco-Turca (1919-1922)            | Turquia | França | Vitória - Tratado de Paz da Cilícia - Tratado de Ancara (1921) - Tratado de Lausanne. |
| Guerra Greco-Turca (1920-1922)             | Turquia | Reino da Grécia | Vitória - Tratado de Lausanne. |
| Guerra Turco-Armênia (1920-1922)           | Turquia | Armênia | Vitória - Tratado de Alexandropol - Tratado de Sèvres |
| Guerra da Coreia (1950-1953)               | Coreia do Sul · Estados Unidos · Turquia | Coreia do Norte · China · União Soviética                                                                            | Empate - Cessar-fogo e estabelecimento de uma zona desmilitarizada no Paralelo 38° N, que separa as duas Coreias. |
| Invasão turca de Chipre (1974)             | Turquia | Chipre · Grécia | Vitória - Turquia ocupa 36.2 % do território cipriota. |
| Guerra da Bósnia (1994–1995)               | Bósnia e Herzegovina Croácia Estados Unidos · Bélgica · Canadá · Dinamarca · França · Alemanha · Itália · Luxemburgo · Holanda · Noruega · Portugal · Espanha · Turquia · Reino Unido | Iugoslávia · Exército Popular da Iugoslávia · República Srpska · Jugoslávia · Província Autónoma da Bósnia Ocidental | Empate - Acordo de Dayton - Partição Interno da Bósnia e Herzegovina de acordo com o Acordo de Dayton - Implantação de OTAN - levou IFOR para supervisionar o acordo de paz - Vítimas civis maciças para o Bósnia grupo étnico |
| Guerra Civil no Curdistão Iraquiano (1997) | Iraque · Turquia · Irão (até 1995) | UPC PKK CNI KCP ASII Irão(após 1995)                                                                                 | Vitória - Cessar fogo firmado; criação de dois governos regionais curdos, em Sulaymaniyah e em Erbil |
| Guerra do Kosovo (1998–1999)               | Exército de Libertação do Kosovo · Forças Armadas da República do Kosovo · Albânia · Croácia · Estados Unidos · Bélgica · Canadá · República Tcheca · Dinamarca · França · Alemanha · Hungria · Itália · Luxemburgo · Holanda · Noruega · Portugal · Polônia · Espanha · Turquia · Reino Unido | Jugoslávia | Vitória - Tratado de Kumanovo - Forças de segurança Iugoslávia retirar de Kosovo. |